# Савенко Юрій Володимирович
Юрій Володимирович Савенко (нар. 21 січня 1992, Енергодар, Запорізька область, Україна) — український футзаліст, воротар клубу  «Аврора» (Київ).

## Життєпис
Народився у місті Енергодар Запорізької області. Футзалом розпочав займатися з 2003 року у дитячому юнацькому клубі «Темп-ЗАЕС», а першою професіональною командою став луганський ЛТК, кольори якого захищав з 2008 по 2015 рік. У цей час неодноразово викликався в юнацьку, молодіжну та національну збірні України. У складі юнацької збірної виграв турнір в Іспанії "Costa Dourada Cup" у 2010 році. З молодіжною збірною виграв турнір «Петербурзька осінь» у 2012 році та визнаний найкращим гравцем у своїй команді. Виступав у студентській збірній України.
У 2015 році підписав контракт із харківським «Локомотивом», з яким за два сезони здобув чотири трофеї: два Кубка і два Суперкубка України. Також дебютував у матчах футзальної Ліги чемпіонів.  
У 2017 році перейшов до херсонського «Продексіма», гравцем якого був упродовж п'яти сезонів. Разом із клубом став триразовим чемпіоном Екстра-ліги, здобув Кубок та Суперкубок України.
З 2022 по 2024 роки виступав за івано-франківський  «Ураган». Разом із «драконами» здобув Кубок України-2024. 
На початку сезону підписав угоду із київською «Авророю».
Збірна України
11 лютого 2013 року, будучи гравцем скромного ЛТК, у товариському матчі проти збірної Польщі дебютував у національній команді (6:2). У складі збірної України грав на Євро-2022 та ЧС-2024 з футзалу, де разом із збірною здобув бронзові нагороди мундіалю. Станом на 5 лютого 20225 року провів за національну команду 33 матчі і забив 1 гол.
.

## Досягнення
- 🇺🇦 Заслужений Майстер Спорту України
- Чемпіонат світу
  -  Бронзовий призер (1): 2024

- Чемпіонат України
  -  Чемпіон (3): 2017/18, 2018/19, 2019/20
  -  Срібний призер (3): 2015/16, 2020/21, 2022/23
  -  Бронзовий призер (1): 2016/17

- Кубок України
  -  Володар (4): 2015/16, 2016/17, 2019/20, 2023/24

- Суперкубок України
  -  Володар (3): 2015/16, 2016/17, 2020/21
- Кубок ліги:
  -  Фіналіст (1): 2018
- Найкращий воротар Екстра-ліги: 2014/15
- «Прогрес року» в чемпіонаті України (2014)